# Primera División 2015-2016 (Costa Rica)
La Primera Division de Costa Rica 2015-2016 è stata la 97ª edizione della massima serie del campionato costaricano di calcio. La stagione è iniziata il 2 agosto 2015 e si è conclusa il 6 giugno 2016.

## Squadre partecipanti
| Club                | Città                    | Stadio                                  | Stagione 2014-2015 Inverno        | Stagione 2014-2015 Estate         |
| ------------------- | ------------------------ | --------------------------------------- | --------------------------------- | --------------------------------- |
| Alajuelense         | Alajuela                 | Estadio Alejandro Morera Soto           | Semifinale                        | Finale                            |
| Belén               | Belén                    | Estadio Luis Angel Calderón de Puriscal | 8º                                | 12º                               |
| Carmelita           | Santa Bárbara            | Estadio Carlos Alvarado                 | 7º                                | 8º                                |
| Cartaginés          | Cartago                  | Estadio José Rafael Fello Meza          | Semifinale                        | 7º                                |
| Herediano           | Heredia                  | Estadio Eladio Rosabal Cordero          | Semifinale                        | Vincitore                         |
| Limón               | Limón                    | Estadio Juan Gobán                      | 10º                               | 8º                                |
| Municipal Liberia   | Liberia                  | Estadio Edgardo Baltodano Briceño       | Non presente (in Liga de Ascenso) | Non presente (in Liga de Ascenso) |
| Pérez Zeledón       | San Isidro de El General | Estadio Otto Ureña                      | 6º                                | 5º                                |
| Santos de Guápiles  | Guápiles                 | Estadio Ebal Rodríguez Aguilar          | 9º                                | Semifinale                        |
| Saprissa            | San José                 | Estadio Ricardo Saprissa Aymá           | Vincitore                         | Semifinale                        |
| Univ. de Costa Rica | San José                 | Estadio Ecológico                       | 5º                                | 11º                               |
| Uruguay de Coronado | Coronado                 | Estadio Municipal Labrador              | 11º                               | 6º                                |

## Torneo invernale (de Invierno)

### Classifica finale
|  | Pos. | Squadra             | Pt | G  | V  | N  | P  | GF | GS | DR  |
|  | ---- | ------------------- | -- | -- | -- | -- | -- | -- | -- | --- |
|  | 1.   | Alajuelense         | 45 | 22 | 16 | 2  | 4  | 35 | 13 | +22 |
|  | 2.   | Herediano           | 43 | 22 | 15 | 2  | 5  | 36 | 16 | +20 |
|  | 3.   | Saprissa            | 39 | 22 | 13 | 3  | 6  | 47 | 22 | +25 |
|  | 4.   | Limón               | 37 | 22 | 11 | 6  | 5  | 27 | 14 | +13 |
|  | 5.   | Cartaginés          | 36 | 22 | 9  | 5  | 8  | 29 | 29 | 0   |
|  | 6.   | Santos de Guápiles  | 34 | 22 | 9  | 4  | 9  | 25 | 26 | -1  |
|  | 7.   | Univ. de Costa Rica | 27 | 22 | 9  | 2  | 11 | 28 | 30 | -2  |
|  | 8.   | Uruguay de Coronado | 24 | 22 | 13 | 8  | 13 | 19 | 27 | -12 |
|  | 9.   | Belén               | 21 | 22 | 12 | 9  | 13 | 25 | 40 | -15 |
|  | 10.  | Municipal Liberia   | 21 | 22 | 12 | 9  | 13 | 15 | 36 | -21 |
|  | 11.  | Carmelita           | 20 | 22 | 9  | 13 | 12 | 18 | 34 | -16 |
|  | 12.  | Pérez Zeledón       | 15 | 22 | 10 | 10 | 14 | 16 | 33 | -17 |

Legenda:
      Campione d'inverno della Costa Rica.
 Ammesso ai Play-off.
Note:
Due punti a vittoria, uno a pareggio, zero a sconfitta.
A parità di punti, le posizioni in classifica sono determinate sulla base della differenza reti (gol fatti - gol subiti).

### Play-off

#### Tabellone (dalle semifinali)
|  | Semifinali | Semifinali  | Semifinali | Semifinali | Semifinali |  |  | Finale | Finale      | Finale | Finale | Finale |  |
|  |            |             |            |            |            |  |  |        |             |        |        |        |  |
|  | 4          | Limón       | 0          | 0          | 0          |  |  |        |             |        |        |        |  |
|  | 1          | Alajuelense | 0          | 3          | 3          |  |  | 1      | Alajuelense | 0      | 1      | 1      |  |
|  | 3          | Saprissa    | 3          | 0          | 3          |  |  | 3      | Saprissa    | 2      | 2      | 4      |  |
|  | 2          | Herediano   | 0          | 2          | 2          |  |  |        |             |        |        |        |  |

#### Semifinali
|             | Risultati |             | Luogo e data               |
| ----------- | --------- | ----------- | -------------------------- |
| Limón       | 0-0       | Alajuelense | Limón, 13 dicembre 2015    |
| Alajuelense | 3-0       | Limón       | Alajuela, 17 dicembre 2015 |
|             |           |             |                            |
| Saprissa    | 3-0       | Herediano   | San José, 14 dicembre 2016 |
| Herediano   | 2-0       | Saprissa    | Heredia, 18 dicembre 2016  |
|             |           |             |                            |

#### Finali
|             | Risultati |             | Luogo e data               |
| ----------- | --------- | ----------- | -------------------------- |
| Saprissa    | 2-0       | Alajuelense | San Losé, 21 dicembre 2015 |
| Alajuelense | 1-2       | Saprissa    | Alajuela, 24 dicembre 2016 |
|             |           |             |                            |

## Torneo estivo (de Verano)

### Classifica finale
|  | Pos. | Squadra             | Pt | G  | V  | N  | P  | GF | GS | DR  |
|  | ---- | ------------------- | -- | -- | -- | -- | -- | -- | -- | --- |
|  | 1.   | Herediano           | 50 | 22 | 16 | 2  | 4  | 35 | 13 | +22 |
|  | 2.   | Saprissa            | 47 | 22 | 15 | 2  | 5  | 36 | 16 | +20 |
|  | 3.   | Alajuelense         | 32 | 22 | 13 | 3  | 6  | 47 | 22 | +25 |
|  | 4.   | Belén               | 39 | 22 | 11 | 6  | 5  | 27 | 14 | +13 |
|  | 5.   | Univ. de Costa Rica | 32 | 22 | 9  | 5  | 8  | 29 | 29 | 0   |
|  | 6.   | Cartaginés          | 31 | 22 | 9  | 4  | 9  | 25 | 26 | -1  |
|  | 7.   | Pérez Zeledón       | 29 | 22 | 9  | 2  | 11 | 28 | 30 | -2  |
|  | 8.   | Municipal Liberia   | 25 | 22 | 13 | 8  | 13 | 19 | 27 | -12 |
|  | 9.   | Carmelita           | 23 | 22 | 12 | 9  | 13 | 25 | 40 | -15 |
|  | 10.  | Limón               | 21 | 22 | 12 | 9  | 13 | 15 | 36 | -21 |
|  | 11.  | Santos de Guápiles  | 18 | 22 | 9  | 13 | 12 | 18 | 34 | -16 |
|  | 12.  | Uruguay de Coronado | 17 | 22 | 10 | 10 | 14 | 16 | 33 | -17 |

Legenda:
      Campione estivo della Costa Rica.
 Ammesso ai Play-off.
      Retrocesso in Segunda División 2016-2017.
Note:
Due punti a vittoria, uno a pareggio, zero a sconfitta.
A parità di punti, le posizioni in classifica sono determinate sulla base della differenza reti (gol fatti - gol subiti).

### Play-off

#### Tabellone (dalle semifinali)
|  | Semifinali | Semifinali  | Semifinali | Semifinali | Semifinali |  |  | Finale | Finale      | Finale | Finale | Finale |  |
|  |            |             |            |            |            |  |  |        |             |        |        |        |  |
|  | 1          | Herediano   | 1          | 1          | 2          |  |  |        |             |        |        |        |  |
|  | 4          | Belén       | 1          | 1          | 2          |  |  | 1      | Herediano   | 1      | 2      | 3      |  |
|  | 2          | Saprissa    | 0          | 1          | 1          |  |  | 3      | Alajuelense | 0      | 0      | 0      |  |
|  | 3          | Alajuelense | 2          | 3          | 5          |  |  |        |             |        |        |        |  |

#### Semifinali
|             | Risultati |             | Luogo e data            |
| ----------- | --------- | ----------- | ----------------------- |
| Belen       | 1-1       | Herediano   | Belen, 2 maggio 2016    |
| Herediano   | 1-1       | Belen       | Heredia, 5 maggio 2016  |
|             |           |             |                         |
| Alajuelense | 2-0       | Saprissa    | Alajuela, 1 maggio 2016 |
| Saprissa    | 1-3       | Alajuelense | San José, 5 maggio 2016 |
|             |           |             |                         |

#### Finali
|             | Risultati |             | Luogo e data             |
| ----------- | --------- | ----------- | ------------------------ |
| Alajuelense | 0-1       | Herediano   | Alajuela, 10 maggio 2016 |
| Herediano   | 2-0       | Alajuelense | Heredia, 15 maggio 2016  |
|             |           |             |                          |